# 김승일 (시인)
김승일(1987년 ~ )은 대한민국의 시인이다.

## 약력
1987년 경기도 과천에서 태어나 안양예술고등학교 문예창작과를 졸업하고 한국예술종합학교 연극원 극작과를 졸업했으며, 현재 중앙대학교 대학원 문화연구학과수료. 2009년 《현대문학》 신인추천을 통해 시단에 등장했다. 현재 '는' 동인으로 활동 중이다.

## 저서

### 시집
- 《에듀케이션》(문학과지성사, 2012) ISBN 978-89-320-2297-0
- 《여기까지 인용하세요》(문학과지성사, 2019) ISBN 9788932035932
- 《항상 조금 추운 극장》(현대문학, 2022) ISBN 9791167901392

#### 시인의 말
- 《에듀케이션》
내 심장 속엔 선생님이 있다.

### 공저
- 《시인의 책상》(알에이치코리아, 2012) ISBN 978-89-255-5019-0
- 《소울 반띵》(멘토프레스, 2013) ISBN 978-89-934-4231-1